# Polygala myrtillopsis
Polygala myrtillopsis är en jungfrulinsväxtart som beskrevs av Friedrich Welwitsch och Oliver. Polygala myrtillopsis ingår i släktet jungfrulinssläktet, och familjen jungfrulinsväxter. Inga underarter finns listade i Catalogue of Life.